# Max Helas
Max Friedrich Helas, auch Friedrich Max Helas, (* 29. September 1875 in Dresden; † 12. August 1949 ebenda) war ein deutscher Maler und Restaurator.

## Leben

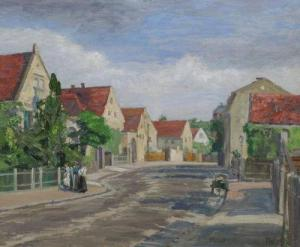
Alt Striesen (1915)

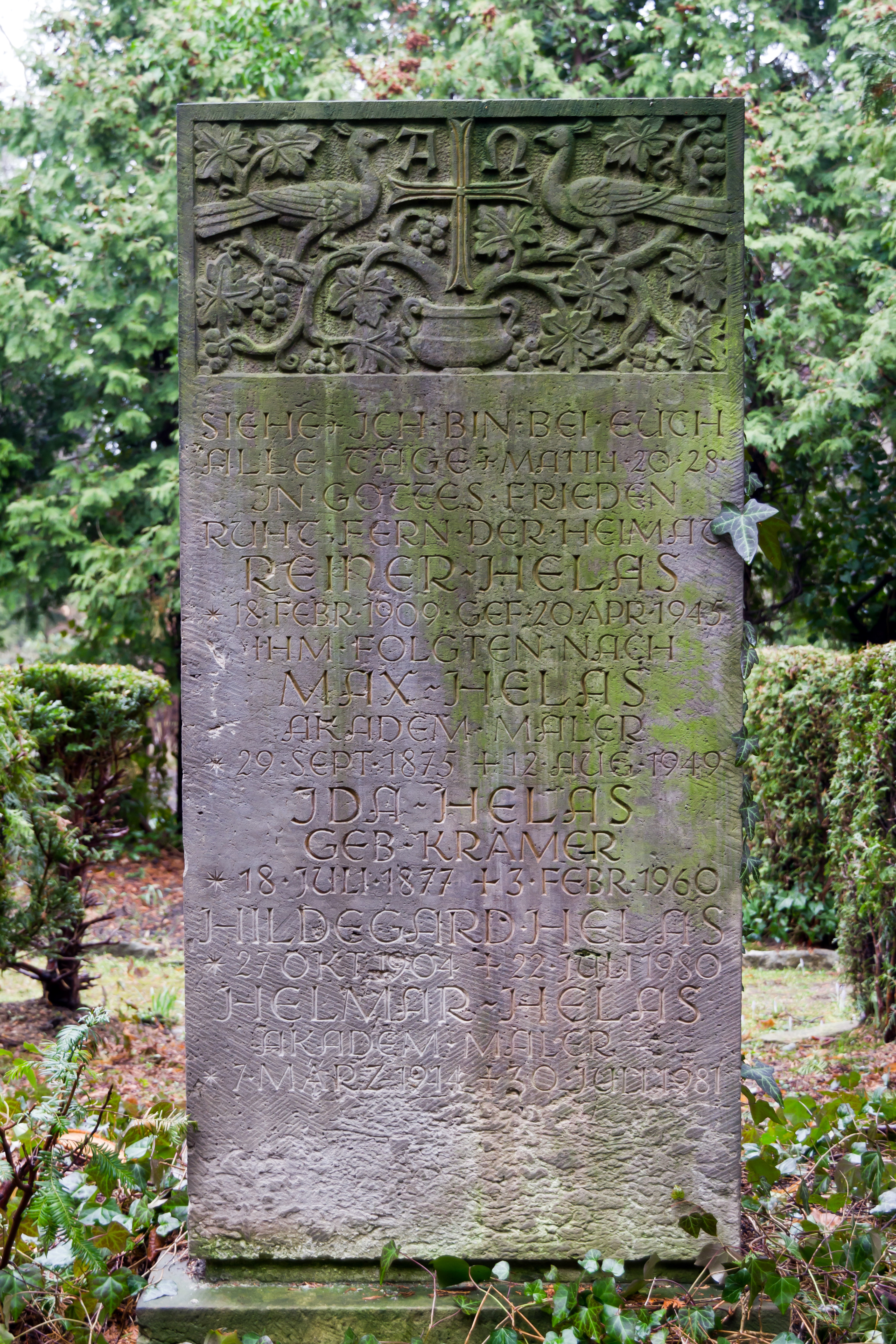
Grab der Familie Helas auf dem Friedhof in Dresden-Striesen

Max Helas studierte von 1902 bis 1907 an der Kunstgewerbeschule Dresden und an der Dresdner Kunstakademie. Zu seinen Lehrern zählten Carl Bantzer, Richard Müller und Otto Gussmann. Seine erste größere künstlerische Aufgabe wurde 1907 der Auftrag zur künstlerischen Ausgestaltung des Gemeindehaussaals der Striesener Versöhnungskirche. Er griff dafür auf moderne Stile wie Jugendstil und Expressionismus zurück und setzte diese mit ausdrucksstarker Farbigkeit um. Dabei war er deutlich progressiver als zum Beispiel sein Lehrer Otto Gussmann, der fast zeitgleich mit der künstlerischen Ausgestaltung des Kirchsaals der Versöhnungskirchen beschäftigt war: „Die Ausmalung [Helas’] nimmt aber nicht nur künstlerisch eine herausragende Stellung ein, es ist auch bemerkenswert, dass Max Helas bezüglich des angewandten Farbsystems neue Wege ging und die damals noch relativ jungen Mineralfarben für die Arbeiten nutzte.“ Da seine Arbeit für gut befunden wurde, erhielt er im Anschluss den Auftrag für die Ausmalung der Sakristeien und der Treppenhäuser sowie die Entwürfe für die zugehörigen Farbverglasungen. Ausgeführt wurden die Arbeiten zum Teil von Helas selbst, zum Teil aber auch von Hofdekorationsmaler Julius Schulz und seiner Werkstatt. Helas überwachte in allen Fällen die Ausführung der Arbeit.
Die Ausmalung des Gemeindehaussaals wurde während der Renovierung der gesamten Kirche von 1956 bis 1958 mit Leimfarbe überstrichen, was Fritz Löffler 1957 in einem Brief als Verlust einer „ausgezeichnete[n] Ausgestaltung“ beklagte. Von 2004 bis 2005 wurden die Wandmalereien unter der Leitung von Kristine Wischniowski, einer Enkelin von Max Helas, wiederhergestellt bzw. rekonstruiert.
Im Jahr 1907 entwarf Helas die „gute, moderne“ Ausmalung der neuen Kirche in Lichtenberg, die bis 1908 ausgeführt wurde. 
Helas nahm am Ersten Weltkrieg teil und war 1916 in der Galerie Ernst Arnold auf der „Zweiten Ausstellung Dresdner Künstler die im Heeresdienst stehen“ vertreten. Nach Ende des Krieges ging Helas 1921 nach Wien, wo er bis 1924 als Assistent für Ornamentik an der Technischen Hochschule Wien wirkte. Er schuf zu dieser Zeit den Eisernen Vorhang im Schlosstheater Schönbrunn und malte eine Kirche in Wiener Neustadt aus. Zurück in Dresden, widmete er sich in der Folge zunehmend der Kirchenrestaurierung, die er als Amateur-Fotograf zum Teil auch fotografisch dokumentierte. Im Jahr 1928 restaurierte er unter der Leitung des Architekten Woldemar Kandler die Innenausmalung der Meißner Frauenkirche und war später unter Otto Rometsch an der Restaurierung der Ausmalung der Annenkirche beteiligt.
Helas nahm 1946 an der Kunstausstellung „Sächsische Künstler“ in Dresden mit zwei Arbeiten teil.
Helas starb 1949 in Dresden und wurde auf dem Striesener Friedhof beigesetzt. In den Jahren 1986 und 1988 erwarb die Deutsche Fotothek aus seinem Nachlass 175 Glasnegative mit Fotografien von Restaurierungsentwürfen, aber auch Privataufnahmen von Familie und Bekannten. Andere Teile des Nachlasses befinden sich im Besitz des Landesamtes für Denkmalpflege Sachsen.

## Familie
Helas war mit Ida geb. Krämer verheiratet, die ihm unter anderem für die figürlichen Ausmalungen der Versöhnungskirche Modell saß. Der Ehe entstammen die Kinder Reiner, Johanna und die spätere Kunsthandwerkerin Hildegard Helas. Im Jahr 1914 kam Sohn Helmar Helas (1914–1981) zur Welt, der später unter anderem als Glasmaler bekannt wurde. Helmar Helas’ Sohn Volker Helas (1942–2022) war Denkmalpfleger und Sachbuchautor, seine Tochter Kristine Wischniowski-Helas Bildhauerin, Malerin und Restauratorin, deren Sohn Christoph Wischniowski ist Maler, Grafiker und Illustrator.

## Werk (Auswahl)
- 1907: Ausmalung von Gemeindehaussaal, Sakristeien und Treppenhaus der Versöhnungskirche in Dresden
- 1907–1908: Ausmalung der Kirche in Lichtenberg (Lausitz)
- 1909: Ausmalung der Kirche in Syrau
- 1912: Ausmalung der Kirche in Rodewisch
- 1912: Ausmalung der Kirche in Theuma
- 1912: Ausmalung der Kirche in Bernsbach
- 1920er Jahre: Eiserner Vorhang im Schlosstheater Schönbrunn in Wien
- 1920er Jahre: Ausmalung einer Kirche in Wiener Neustadt
- 1928: Restaurierung der Ausmalung der Frauenkirche in Meißen
- 1929: Teilfreilegung und Restaurierung von Wandbildern in der Kirche Fördergersdorf
- späte 1920er Jahre?: Restaurierung der Ausmalung der Annenkirche in Dresden (zerstört)
- 1933: Restaurierung der Ausmalung der Kirche in Pretzschendorf
- 1936: Ausgestaltung der Feierhalle des Krematoriums in Meißen mit italienischem Mosaik
- o. J.: Ausmalung der Kapelle auf dem Friedhof in Dresden-Striesen (1945 zerstört)
- o. J.: Ausmalung der Erlöserkirche in Dresden (1945 zerstört)